# Zeche Schwarzer Rabe
Die Zeche Schwarzer Rabe in Hattingen-Bredenscheid ist ein ehemaliges Steinkohlenbergwerk. Die Zeche war auch unter den Namen Zeche Schwartze Rabe, Zeche Schwarze Rabe, oder Zeche Rabe bekannt.

## Bergwerksgeschichte
Das Bergwerk war bereits im Jahr 1737 in Betrieb, erst im darauffolgenden Jahr erfolgte am 20. Dezember die Belehnung. Im Jahr 1739 wurde das Bergwerk stillgelegt. In den Jahren 1754 bis 1762 war das Bergwerk nachweislich in Betrieb. Zu dieser Zeit war ein Bergmann auf dem Bergwerk beschäftigt. Da es im Jahr 1769 zu einem Rückgang des Kohlenabsatzes kam, wurde das Bergwerk erneut stillgelegt. Im 19. Jahrhundert wurde das Grubenfeld unter dem Namen Zeche Vereinigte Kuhlenbergsbänke erneut verliehen. 

### Vereinigte Kuhlenbergsbänke
Die Zeche Vereinigte Kuhlenbergsbänke in Hattingen-Bredenscheid-Stüter war bereits im 18. Jahrhundert unter dem Namen Zeche Schwarzer Rabe in Betrieb. Am 27. Februar des Jahres 1816 wurden die beiden Längenfelder Schwarzer Rabe und Vereinigte Kuhlenbergsbänke verliehen. Anschließend konsolidierten die beiden Längenfelder unter dem Namen Zeche Vereinigte Kuhlenbergsbänke. Im Jahr 1820 wurde der Schacht Theodor geteuft. Im Mai desselben Jahres wurde mit dem Abbau begonnen. Im Jahr 1825 war das Bergwerk nachweislich in Betrieb. Ab Juni des Jahres 1828 wurde das Bergwerk stillgelegt, über die Dauer der Stilllegung gibt es keine Angaben. Im Jahr 1842 wurde das Bergwerk noch in den Unterlagen genannt, jedoch gibt keine Angaben über irgendwelche Abbautätigkeiten. Später wurde das Bergwerk unter dem Namen Zeche Rabe erneut in Betrieb genommen.

### Rabe
Die Zeche Rabe in Hattingen-Bredenscheid war im 18. und 19. Jahrhundert unter dem Namen Zeche Schwarzer Rabe bekannt und in Betrieb. Im Jahr 1873 wurde die Berechtsame der Zeche Vereinigte Kuhlenbergsbänke wieder in Betrieb genommen. Im Jahr 1874 wurde zunächst Abbau betrieben, im Laufe des Jahres wurde das Bergwerk in Fristen gelegt. Etwa um das Jahr 1876 war das Bergwerk kurzzeitig in Betrieb, danach wieder stillgelegt. Im Jahr 1888 wurde das Bergwerk wieder in Betrieb genommen. Es wurde auf den beiden Flügeln des Grubenfeldes jeweils ein Stollen in Betrieb genommen. Zusätzlich wurde ein neuer tieferer Stollen in der Nähe des Bahnhofs Bredenscheid aufgefahren. Im Jahr 1892 wurde ein tonnlägiger Schacht abgeteuft. Der Schacht erhielt den Namen Schacht Rabe, der Schachtansatzpunkt befand sich in der Nähe des Bahnhofs Bredenscheid. Der Schacht hatte eine flache Teufe von 164 Metern (85 Meter seiger). Im selben jahr wurde bei einer flachen Teufe von 105 Metern eine Sohle angesetzt. Zusätzlich wurden begonnen, zwei Wetterschächte abzuteufen. Die Berechtsame umfasste zu diesem Zeitpunkt ein Längenfeld. Das Baufeld hatte die Abmessungen 2800 streichend und 700 Meter querschlägig. In der Mitte des Jahres 1893 wurde der Betrieb kurzzeitig eingestellt, Grund waren Zahlungsschwierigkeiten. Im selben Jahr wurden beide Wetterschächte aufgegeben. Im Jahr 1896 erreichte der tonnlägige Schacht Rabe eine flache Teufe von 350 Metern, dies entsprach einer seigeren Teufe von 180 Metern. Der Schacht lag nun mit seinem tiefsten Punkt unterhalb der Stollensohle. Trotzdem wurde das Bergwerk noch als Stollenzeche betrieben. Außerdem war ein tonnlägiger Wetterschacht vorhanden. In diesem Jahr wurde begonnen, die tieferen Örter aufzufahren. Im Jahr 1897 fand auf dem Bergbau keinerlei Abbautätigkeit statt. Es wurden zwar Kohlen gefördert, allerdings stammten diese aus den Vorrichtungsbetrieben. Im selben kam es zur Vereinigung mit der Zeche Hoffnungsthal, beide Zechen wurden aber weiter eigenständig betrieben. Das Bergwerk gehörte zu dieser Zeit zum Bergrevier Hattingen. Im Jahr 1900 wurde das Feld Prinz Wilhelm im Bereich des Stollenniveaus durch die Zeche Rabe gelöst. Im Jahr 1902 wurde die Zeche Rabe mit den Zechen Wodan und Hoffnungsthal zusammengelegt und umbenannt in Zeche Westfälische Kohlenwerke.

#### Förderung und Belegschaft
Die ersten bekannten Förder- und Belegschaftszahlen der Zeche Rabe stammen aus dem Jahr 1888, damals wurde mit vier Bergleuten eine Förderung von 174 Tonnen Steinkohle erbracht. Im Jahr 1890 wurde von 47 Bergleuten eine Förderung von 7812 Tonnen Steinkohle erbracht. Im Jahr 1895 wurde von 83 Bergleuten eine Förderung von 21.097 Tonnen Steinkohle erbracht. Die letzten bekannten Förder- und Belegschaftszahlen des Bergwerks stammen aus dem Jahr 1900, in diesem Jahr wurden mit 118 Bergleuten 32.887 Tonnen Steinkohle gefördert. Diese letzte Förderung war auch gleichzeitig die maximale Förderung der Zeche Rabe.